# Fanny Runheim
Fanny Runheim, född 3 augusti 1999, är en svensk friidrottare (kortdistanslöpning och längdhopp) som tävlar för Örgryte IS. Hon vann SM-guld på 100 meter utomhus 2018.
Runheim deltog 2015 vid Europeiska Ungdoms-OS (EYOF) som hölls i Tbilisi i Georgien. Här kom hon på en sjundeplats i finalen på 100 meter. Hon deltog också (tillsammans med Ida Thunberg, Amanda Hansson och Hanna Axelsson) i det svenska korta stafettlaget som tog sig till final och där kom på en fjärdeplats.

## Personliga rekord

### Utomhus
- 100 meter: 11,66 (Tammerfors, Finland 31 augusti 2018)[4][8]
- 100 meter: 11,51 (medvind) (Eskilstuna 24 augusti 2018)[4]
- 200 meter: 24,41 (Malaga, Spanien 23 juni 2018)[4]
- 200 meter: 24,41 (Göteborg 1 juli 2018)[8]
- 200 meter: 24,33 (medvind) (Köpenhamn, Danmark 12 augusti 2018)[4]
- Längdhopp: 6,07 (Huddinge 4 augusti 2018)[4][8]

### Inomhus
- 60 meter: 7,68 (Växjö 17 januari 2015)[4][8]
- 200 meter: 24,47 (Gävle 18 februari 2018)[4][8]
- Längdhopp: 5,89 (Karlstad 1 februari 2014)[4]
- Längdhopp: 5,80 (Karlstad 26 januari 2014)[8]